# 黄安娜
黄安娜（英語：Nicole A. Wong）是一位華裔美國律師。专长于互联网，媒体和知识产权法相关案件。

## 生平
出生和成长于加州德尔马，是第四代美国华人移民。1990年毕业于乔治城大学，1995年毕业于加州大学伯克利分校法学院。之后在旧金山担任律师。之后加入谷歌，2012年离开加入推特。2013年5月被贝拉克·奥巴马任命为副美国首席技术官。2014年8月卸任，返回加州和家人重聚。 此外还担任Mozilla基金会董事会成员。

## 著作
- Wong, Nicole A.; Brelsford, James F. . Perkins Coie. April 8, 1999.
- Wong, Nicole; Silvers, Rachel; Opsahl, Kurt (编). . Perkins Coie LLP. 2003. ISBN 978-1879650114.